# Dave Berry

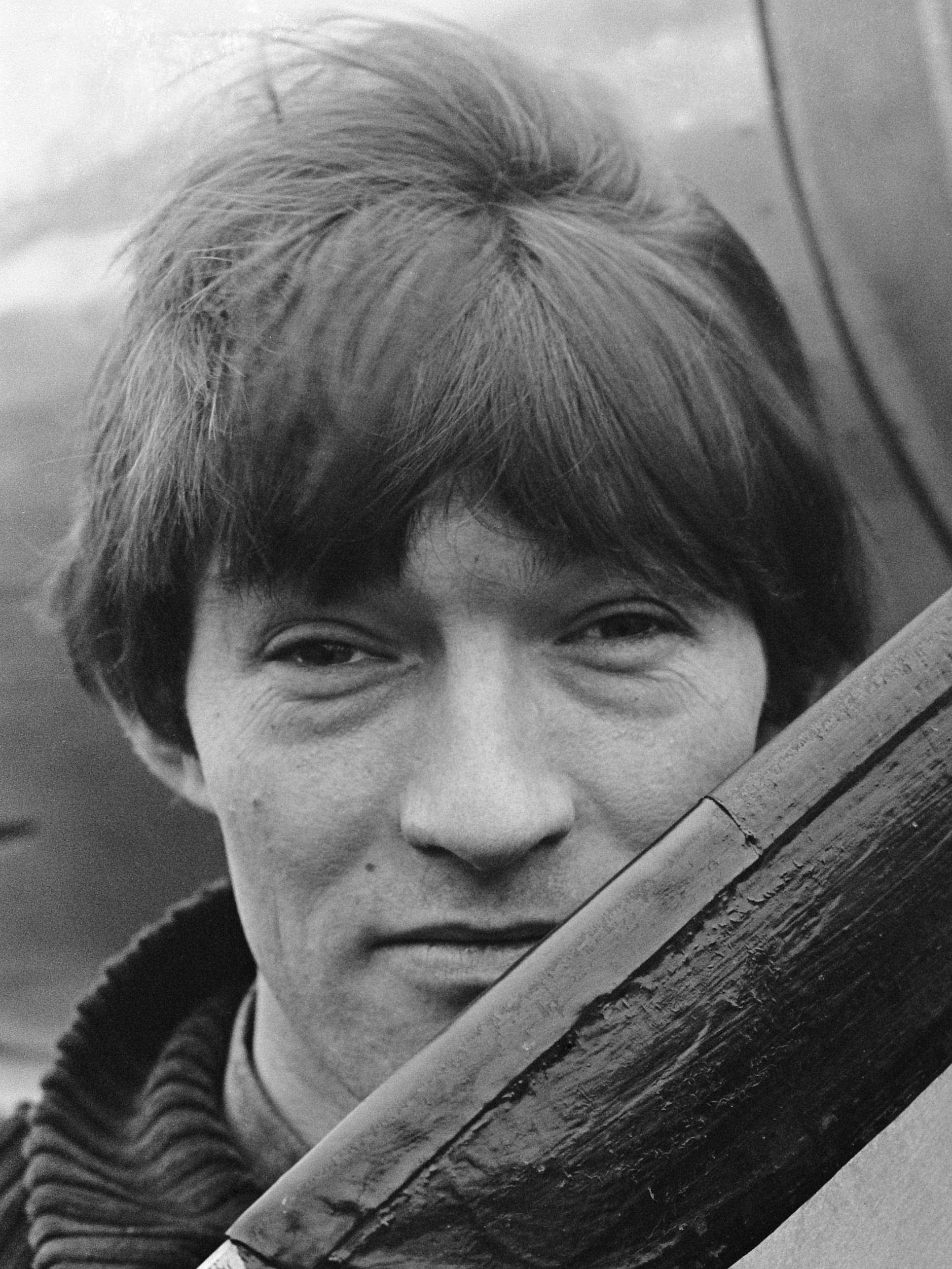
Dave Berry, 1966

Dave Berry (* 6. Februar 1941 als David Holgate Grundy in Sheffield) ist ein britischer Sänger und war ein Teenidol der 1960er Jahre.

## Geschichte
Anfang 1962 stellte Dave Grundy eine vierköpfige Begleitband namens The Cruisers zusammen und legte sich den Künstlernamen Berry aus Verehrung für sein Idol Chuck Berry zu. Sein erster Erfolg war dann auch eine Version von Berrys  Memphis, Tennessee im Jahr 1963.
Ab 1964 trat Dave Berry dann nur noch solo auf. Er kleidete sich überwiegend in schwarze Lederhosen und Lederjacketts und trug schwarze Lederhandschuhe. Sein größter Hit The Crying Game wurde von dem artverwandten Geoff Stephens (The New Vaudeville Band) geschrieben. Die Rückseite dieser Single Don’t Give Me No Lip Child wurde später von den Sex Pistols gecovert, die Dave Berry sogar als ihr Idol bezeichneten, während das schwarze Lederoutfit schon Anfang der 1970er von Alvin Stardust übernommen wurde.
Dave Berry nahm 1966 Sticks & Stones auf, eine englische Version von Drafi Deutschers Marmor, Stein und Eisen bricht. Der Song wurde zwar nie als Single veröffentlicht, ist aber auf einigen Best-of-Alben zu hören.
Auf der ersten LP Dave Berry spielte auch Jimmy Page (Gitarre und Mundharmonika) mit, wie bei vielen britischen Projekten zwischen 1964 und 1967.
Bis Ende 1966 war Dave Berry immer wieder in den Charts zu finden, dann startete er eine neue Karriere als Nachtclub- und Cabaretsänger.

## Mitglieder der Cruisers
- Frank White (Gitarre)
- Alan Taylor (Gitarre)
- Peter Cliffe (E-Bass)
- John Riley (Schlagzeug)

## Diskografie

### Alben
- 1964: Dave Berry
- 1966: The Special Sound Of Dave Berry
- 1966: One Dozen Berries
- 1968: Dave Berry ’68
- 2003: Memphis… In The Meantime, mit dem Titel Cajun Moon

### EPs
- 1965: Dave Berry Teenbeat 3
- 1965: Can I Get It From You

### Singles
| Jahr | Titel Album                  | Höchstplatzierung, Gesamtwochen, AuszeichnungChartsChartplatzierungen (Jahr, Titel, Album, Platzierungen, Wochen, Auszeichnungen, Anmerkungen) | Anmerkungen |
| Jahr | Titel Album                  | UK | Anmerkungen |
| ---- | ---------------------------- | --- | ----------- |
| 1963 | Memphis Tennessee Dave Berry | UK19 (13 Wo.)UK |             |
| 1964 | My Baby Left Me              | UK37 (9 Wo.)UK |             |
| 1964 | Baby It’s You                | UK24 (6 Wo.)UK |             |
| 1964 | The Crying Game              | UK5 (12 Wo.)UK |             |
| 1964 | One Heart Beats Two          | UK41 (3 Wo.)UK |             |
| 1965 | Little Things                | UK5 (12 Wo.)UK |             |
| 1965 | This Strange Effect          | UK37 (6 Wo.)UK |             |
| 1966 | Mama The Special Sound of    | UK5 (16 Wo.)UK |             |

Weitere Singles
- 1965: I’m Gonna Take You There
- 1965: If I Wait For Love
- 1966: Picture Gone
- 1967: Stranger
- 1967: Forever
- 1967: Just As Much As Ever
- 1968: Do I Figure In Your Life